# 49 (număr)
49 (patruzeci și nouă) este numărul natural care urmează după 48 și este urmat de 50.

## În matematică
49
- Este un număr compus și este un pătrat perfect, fiind pătratul numărului 7: 49 = 7 x 7.
- Este un număr briliant.[1][2] deoarece este un produs de numere prime având același număr de cifre.
- Este un număr fericit.[3][4]
- Este un număr puternic.[5][6]
- Este un număr rotund.[7][8]
- Este un număr semiprim.[9][10]
- Este un număr Størmer.[11][12]
- Este un număr centrat octogonal.[13][14]
- Este cel mai mic pătrat perfect de două cifre care este format din două pătrate (4 este 22, iar 9 este 32).

## În știință
- Este numărul atomic al indiului.[15]

### Astronomie
- NGC 49 este o galaxie lenticulară în constelația Andromeda.
- Messier 49 este o galaxie eliptică din constelația Fecioara.
- 49 Pales este o planetă minoră.
- 49P/Arend-Rigaux este o cometă periodică din sistemul solar.

## Alte domenii
- Este codul de țară UIC al Bosniei și Herțegovinei.[16]